# 페트리샤 콘트라스

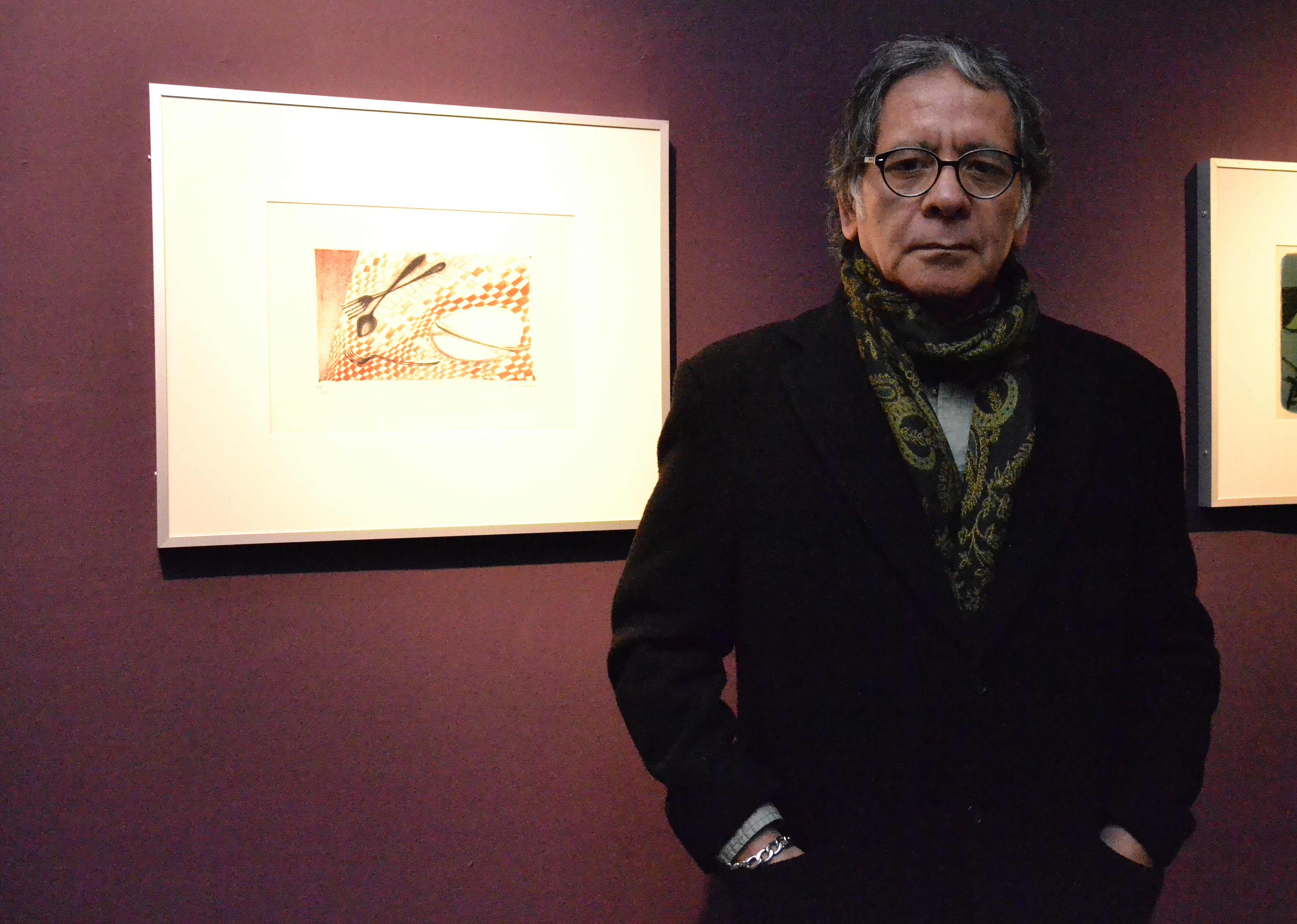

파트리시오 콘트레라스(Patricio Contreras, 1947년 12월 15일 ~ )는 아르헨티나의 배우이다.
산티아고에서 태어났다.

## 영화
- 프리즌 브레이커스 (2020년) - 로돌포 테르니시에르 역
- 드라이 마티나 (2018년)
- 스파이더 띠브스 (2017년)
- 파퓰러 메커닉스 (2015년)
- 미켈란젤로의 열정 (2012년)
- 소금 (2011년)
- 피에스타 파트리아 (2006년)
- 카침바 (2004년)
- 섹스 위드 러브 (2003년) - 조르지 역
- 노웨어 (2002년)
- 슬립워커 (1998년)
- 러브 앤 샤도우 (1994년) - 마리오 역
- 프론티어 (1992년)
- 폭풍우 후에 (1990년)
- 올드 그링고 (1989년)
- 오피셜 스토리 (1985년)